# 舒申斯科耶
舒申斯科耶（羅馬化：Shushenskoye）是俄罗斯克拉斯诺亚尔斯克边疆区舒申斯科耶区的行政中心，位于叶尼塞河和大舒希河的汇流处。2010年人口17513人。1897年至1900年，俄国布尔什维克革命家列宁曾被流放至此。1970年，此地建立了相关的博物馆。